# Liste der Biografien/Vez
Liste der Biografien |
Portal Biografien |
Personensuche
# |
A |
B |
C |
D |
E |
F |
G |
H |
I |
J |
K |
L |
M |
N |
O |
P |
Q |
R |
S |
T |
U |
V |
W |
X |
Y |
Z |
?
 
Va |
Ve |
Vh |
Vi |
Vj |
Vl |
Vn |
Vo |
Vr |
Vs |
Vt |
Vu |
Vy
 
Vea |
Veb |
Vec |
Ved |
Vee |
Veg |
Veh |
Vei |
Vej |
Vek |
Vel |
Vem |
Ven |
Veo |
Veq |
Ver |
Ves |
Vet |
Veu |
Vev |
Vex |
Vey |
Vez
Die Liste der Biografien führt alle Personen auf, die in der deutschsprachigen Wikipedia einen Artikel haben. Dieses ist eine Teilliste mit 30 Einträgen von Personen, deren Namen mit den Buchstaben „Vez“ beginnt.

## Vez
- Vez, Jean-Luc (1957–2017), Schweizer Verwaltungsjurist

### Veza
- Vezant, Louis (1931–2015), französischer Jazzmusiker (Trompete)

### Vezb
- Vežbavičius, Petras (* 1950), litauischer Politiker

### Veze
- Vezekius, Bernerus († 1631), reformierter Theologe (Remonstrant)
- Vézelay, Paule (1892–1984), britische Malerin
- Vezelis, Louis (1930–2013), US-amerikanischer Geistlicher, Franziskaner, Bischof
- Vezenkov, Aleksandar (* 1995), bulgarischer BasketballspielerAleksandar Vezenkov (* 1995)

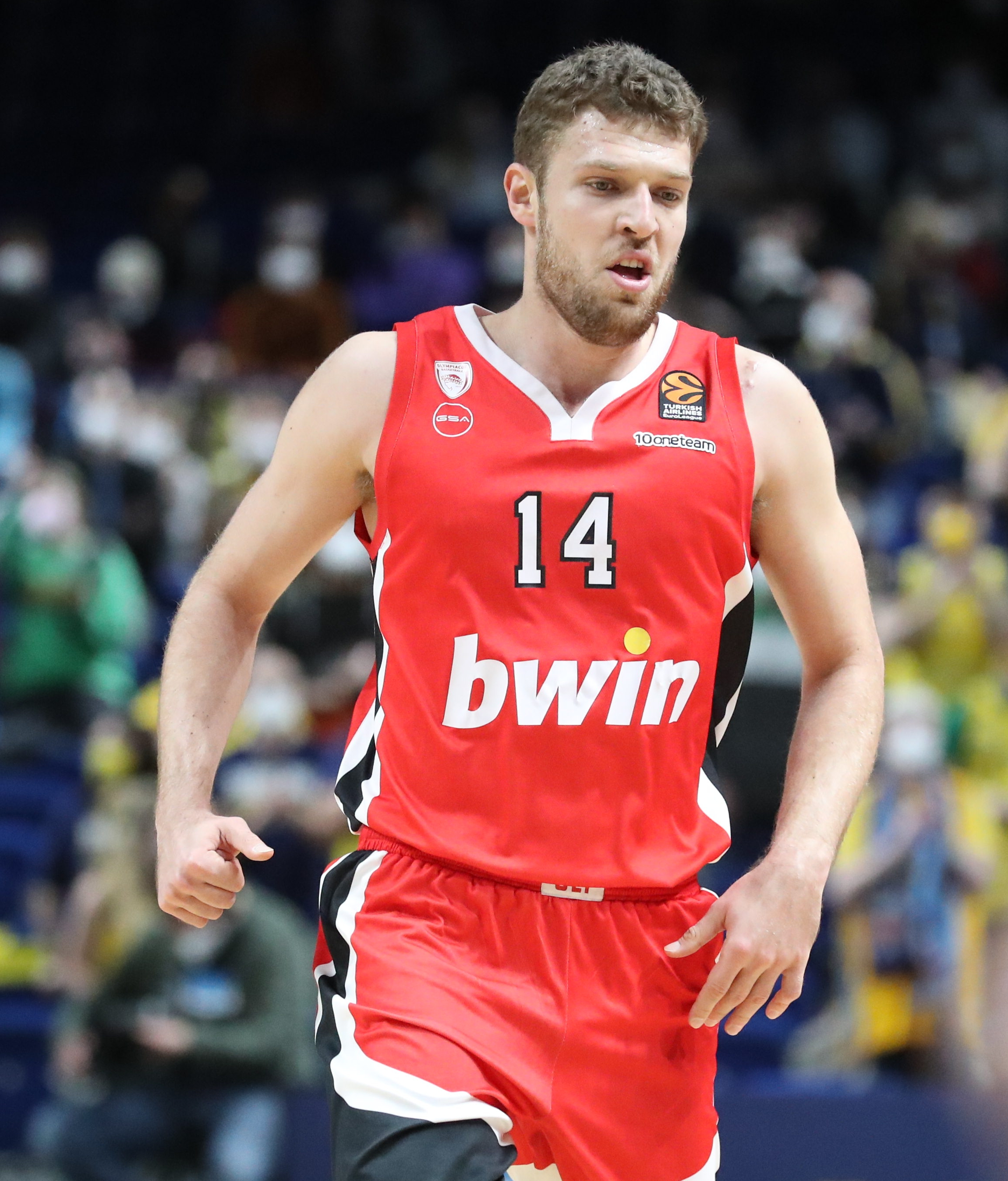
Aleksandar Vezenkov (* 1995)

- Vezerfi-Clemm, Carl (1939–2012), deutscher Bildhauer, Medailleur und Münzgestalter

### Vezi
- Vezilić, Luka (* 1948), jugoslawischer Wasserballspieler
- Vezin, August (1879–1963), deutscher Gymnasiallehrer
- Vezin, Carl Ludewig (1747–1805), deutscher Kaufmann und Kurfürstlich Braunschweig-Lüneburgischer Oberbergfaktor
- Vezin, Charles (1858–1942), US-amerikanischer Landschafts- und Marinemaler
- Vezin, Frederick (1859–1933), US-amerikanisch-deutscher Maler, Radierer und Lithograf
- Vezin, Heinrich August (1745–1816), deutscher Jurist und Schriftsteller
- Vezin, Hermann (1797–1861), deutscher Mediziner
- Vezin, Jean (1933–2020), französischer Mediävist, Kodikologe und Paläograph
- Vezin, Jean Baptiste (1712–1794), Violinist, Königlich Britischer Konzertmeister
- Vezin, Pierre (1654–1727), französischer Violinist und kurfürstlich hannoverscher und königlich britischer Hof-Kammermusiker
- Vézina, Birgit (* 1948), deutsche Juristin, Richterin am deutschen Bundesgerichtshof
- Vézina, Georges (1887–1926), kanadischer Eishockeyspieler
- Vézina, Joseph (1849–1924), kanadischer Dirigent, Komponist und Organist
- Vézina, Monique (1935–2024), kanadische Politikerin
- Vezir, Hasan (* 1962), türkischer Fußballspieler und Trainer

### Vezo
- Vezo, Rúben (* 1994), portugiesischer Fußballspieler

### Vezz
- Vezzali, Maurizio (* 1961), italienischer Politiker
- Vezzali, Valentina (* 1974), italienische Florettfechterin, Olympiasiegerin und Politiker, Mitglied der Camera dei deputatiValentina Vezzali (* 1974)

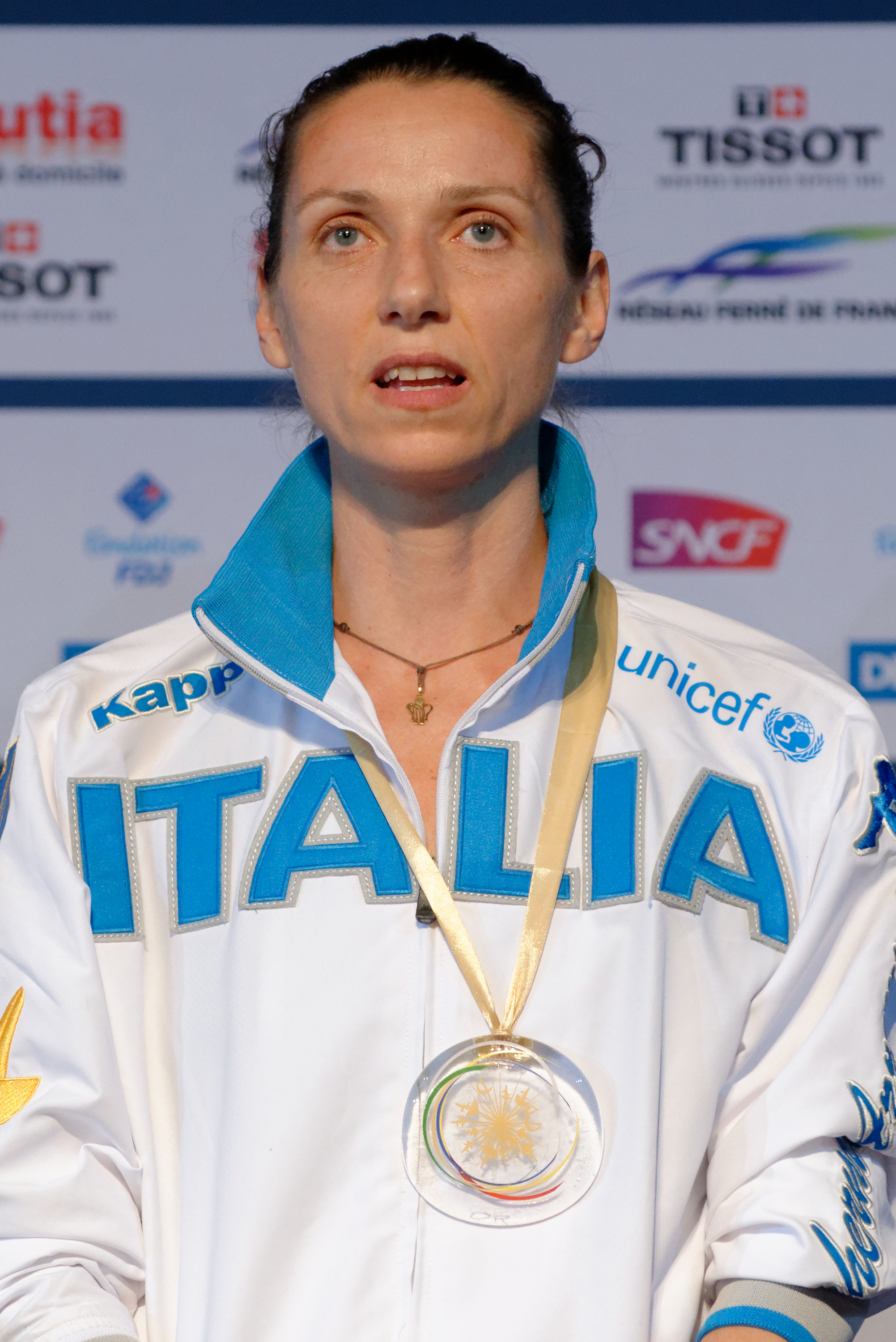
Valentina Vezzali (* 1974)

- Vezzoli, Francesco (* 1971), italienischer Konzeptkünstler und Filmemacher
- Vezzoli, Ovidio (* 1956), italienischer Geistlicher, Bischof von Fidenza
- Vezzosi, Alessandro (* 1950), italienischer Kunstkritiker, Autor von Sachbüchern und Ausstellungskurator
- Vezzosi, Gabriele (* 1966), italienischer Mathematiker